# Union des démocrates et libéraux du Congo
L'Union des démocrates et libéraux du Congo — abrégé en UDLC — est un parti politique en république du Congo.
Le parti est fondé par Gaspard Kaya-Magane, à la suite de son exclusion de l'Union panafricaine pour la démocratie sociale (UPADS) en 2016,.
Le parti remporte un siège au Sénat, lors des élections de 2023.

## Résultats électoraux

### Élections sénatoriales
| Année | Élus   |
| ----- | ------ |
| 2023  | 1 / 72 |